# القمة العربية 1946 (أنشاص)

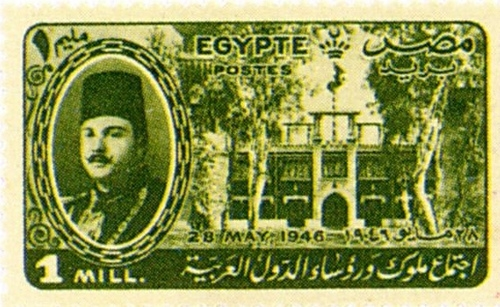
إجتماع القمة العربية الأولى في 28 مايو 1946 في قصر أنشاص بمصر - طابع تذكاري للملك فاروق الأول ملك مصر

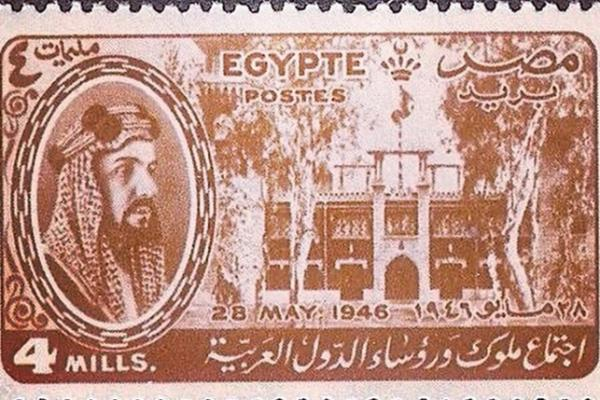
إجتماع القمة العربية الأولى في 28 مايو 1946 في قصر أنشاص بمصر - طابع تذكاري للملك عبد العزيز ملك السعودية

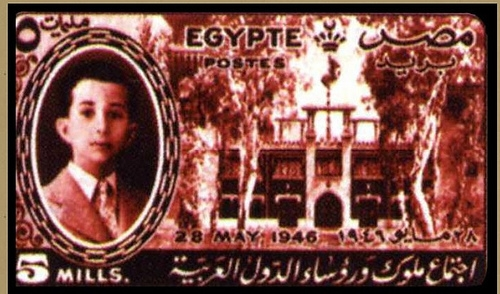
إجتماع القمة العربية الأولى في 28 مايو 1946 في قصر أنشاص بمصر - طابع تذكاري للملك فيصل الثاني ملك العراق

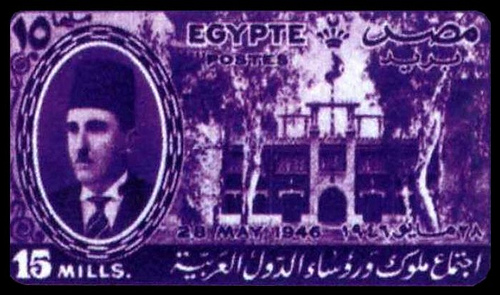
إجتماع القمة العربية الأولى في 28 مايو 1946 في قصر أنشاص بمصر - طابع تذكاري للرئيس شكري القوتلي رئيس سوريا

قمة أنشاص وهو المؤتمر الأول ويعتبر الاجتماع الأول لملوك العرب ورؤسائهم وأمرائهم في «زهراء أنشاص» بدعوة من الملك فاروق الأول مؤتمر قمة الدول العربية 1946 في الفترة ما بين (28 - 29 مايو / أيار ) 1946 هي أول قمة للدول العربية، وحضرته الدول السبع المؤسسة للجامعة العربية.

## المشاركون
- مصر ممثلاً عنها الملك فاروق الأول.
- الأردن ممثلاً عنه الملك عبد الله الأول بن الحسين.
- السعودية ممثلاً عنها الأمير سعود بن عبد العزيز آل سعود ولي عهد السعودية.
- اليمن ممثلاً عنه الأمير سيف الإسلام عبد الله بن يحيى حميدالدين نجل إمام اليمن يحيى حميد الدين.
- العراق ممثلاً عنه الأمير عبد الإله بن علي الهاشمي الوصي على عرش العراق.
- لبنان ممثلاً عنه الرئيس بشارة الخوري أول رئيس للجمهورية اللبنانية بعد الاستقلال.
- سوريا ممثلاً عنها الرئيس شكري القوتلي رئيس سوريا .[2]

## النتائج
لم يصدر عن مؤتمر القمة بيان ختامي، وإنما مجموعة من القرارات أهمها:
1. مساعدة الشعوب العربية المستعمرة على نيل استقلالها.
2. قضية فلسطين قلب القضايا القومية، باعتبارها قطر لا ينفصل عن باقي الأقطار العربية.
3. ضرورة الوقوف أمام الصهيونية، باعتبارها خطر لا يداهم فلسطين وحسب وإنما جميع البلاد العربية والإسلامية.
4. الدعوة إلى وقف الهجرة اليهودية وقفا تاما، ومنع تسرب الأراضي العربية إلى أيدي الصهاينة، والعمل على تحقيق استقلال فلسطين.
5. اعتبار أي سياسة عدوانية موجهة ضد فلسطين تأخذ بها حكومتا أمريكا وبريطانيا هي سياسة عدوانية تجاه كافة دول الجامعة العربية.
6. الدفاع عن كيان فلسطين في حالة الاعتداء عليه.
7. مساعدة عرب فلسطين بالمال، وبكل الوسائل الممكنة.
8. ضرورة حصول طرابلس الغرب على الاستقلال.
9. العمل على إنهاض الشعوب العربية وترقية مستواها الثقافي والمادي، لتمكنها من مواجهة أي اعتداء صهيوني داهم.[2]